# Псейтук
Псейтук (адыг. Псэйтыку) — аул в Тахтамукайском районе Республики Адыгея России. Входит в состав Афипсипского сельского поселения.
Расположен на левом берегу реки Кубани, которая омывает аул с трёх сторон. На противоположном берегу реки находится посёлок Белозёрный (Краснодар). Основан в 1891 году. До этого на этом месте находился аул Тхазаус (на пятивёрстной карте 1877 года подписан как рус. Тхазаусъ (дореформенная орфография).

## Население
| 2002 | 2010 | 2013 | 2014 | 2015 | 2016 | 2017 |
| ---- | ---- | ---- | ---- | ---- | ---- | ---- |
| 649  | ↘617 | ↘611 | ↘602 | ↗614 | ↗628 | ↗644 |
| 2018 | 2019 | 2020 | 2021 | 2023 | 2024 |      |
| ↘630 | ↘627 | ↘597 | ↗688 | ↗699 | ↘691 |      |

По данным Всероссийской переписи 2021 года:
| Народ               | Численность, чел. | Доля от всего населения, % |
| ------------------- | ----------------- | -------------------------- |
| адыги (черкесы)     | 642               | 93,31 %                    |
| другие / не указано | 46                | 6,69 %                     |
| всего               | 688               | 100,0 %                    |

## Известные уроженцы
- Ахеджак, Мурат Казбекович (1962—2010) — заместитель главы администрации Краснодарского края в 2002—2010 годах.